# Борнейски безух варан
Борнейски безух варан (Lanthanotus borneensis) е вид влечуго, единствен представител от семейство безухи варани (Lanthanotidae).

## Разпространение
Видът е ендемичен за остров Борнео в Югоизточна Азия. Среща се в Западен и Северен Калимантан в Индонезия.

## Описание
Възрастните обикновено имат дължина на тялото (от муцуната до клоаката) около 20 cm, и обща дължина (с опашката) около 40 cm. Имат цилиндрично тяло, дълга шия, къси крайници, дълги остри нокти, малки очи и полупрозрачни долни клепачи. Въпреки името и това, че нямат отвор за уши и други външно видими признаци на ушите, те са способни да чуват. Горната част е оранжево-кафява, а долната страна е пъстра тъмнокафява и белезникава. Опашката ако се загуби, не се регенерира. Кожата се сменя рядко, вероятно по-малко от веднъж годишно.
Като цяло двата пола са сходни, но мъжките имат значително по-широка глава и по-широка опашка от тази на женските. Разликите между половете са ясно забележими на възраст около три години.